# Реча (Нямц)
Реча (рум. Recea) — село у повіті Нямц в Румунії. Входить до складу комуни Іон-Крянге.
Село розташоване на відстані 276 км на північ від Бухареста, 45 км на схід від П'ятра-Нямца, 59 км на південний захід від Ясс.

## Населення
За даними перепису населення 2002 року у селі проживали 753 особи, з них 752 особи (99,9%) румунів. Усі жителі села рідною мовою назвали румунську.